# Thüringer Wald zwischen Ruhla und Großer Inselsberg
Thüringer Wald zwischen Ruhla und Großer Inselsberg este o arie protejată (arie de protecție specială avifaunistică — SPA) din Germania întinsă pe o suprafață de 2.210 ha, integral pe uscat.

## Localizare
Centrul sitului Thüringer Wald zwischen Ruhla und Großer Inselsberg este situat la coordonatele 50°51′46″N 10°26′39″E / 50.8628°N 10.4442°E.

## Înființare
Situl Thüringer Wald zwischen Ruhla und Großer Inselsberg a fost declarat arie de protecție specială avifaunistică în mai 2007 pentru a proteja 12 specii de animale.

## Biodiversitate
Situată în ecoregiunea continentală, aria protejată nu include niciun habitat protejat.
La baza desemnării sitului se află mai multe specii protejate de  păsări (12): minunița (Aegolius funereus), buha (Bubo bubo), barză neagră (Ciconia nigra), mierla de apă (Cinclus cinclus), ciocănitoare neagră (Dryocopus martius), muscar (Ficedula parva), ciuvică (Glaucidium passerinum), sfrâncioc roșiatic (Lanius collurio), gaia roșie (Milvus milvus), ciocănitoare verzuie (Picus canus), sitar de pădure (Scolopax rusticola), mierlă gulerată (Turdus torquatus).